# Adolf de Meyer

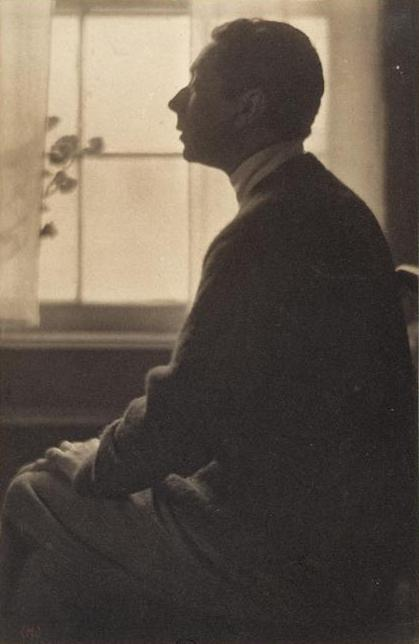
Clarence Hudson White: Adolph de Meyer

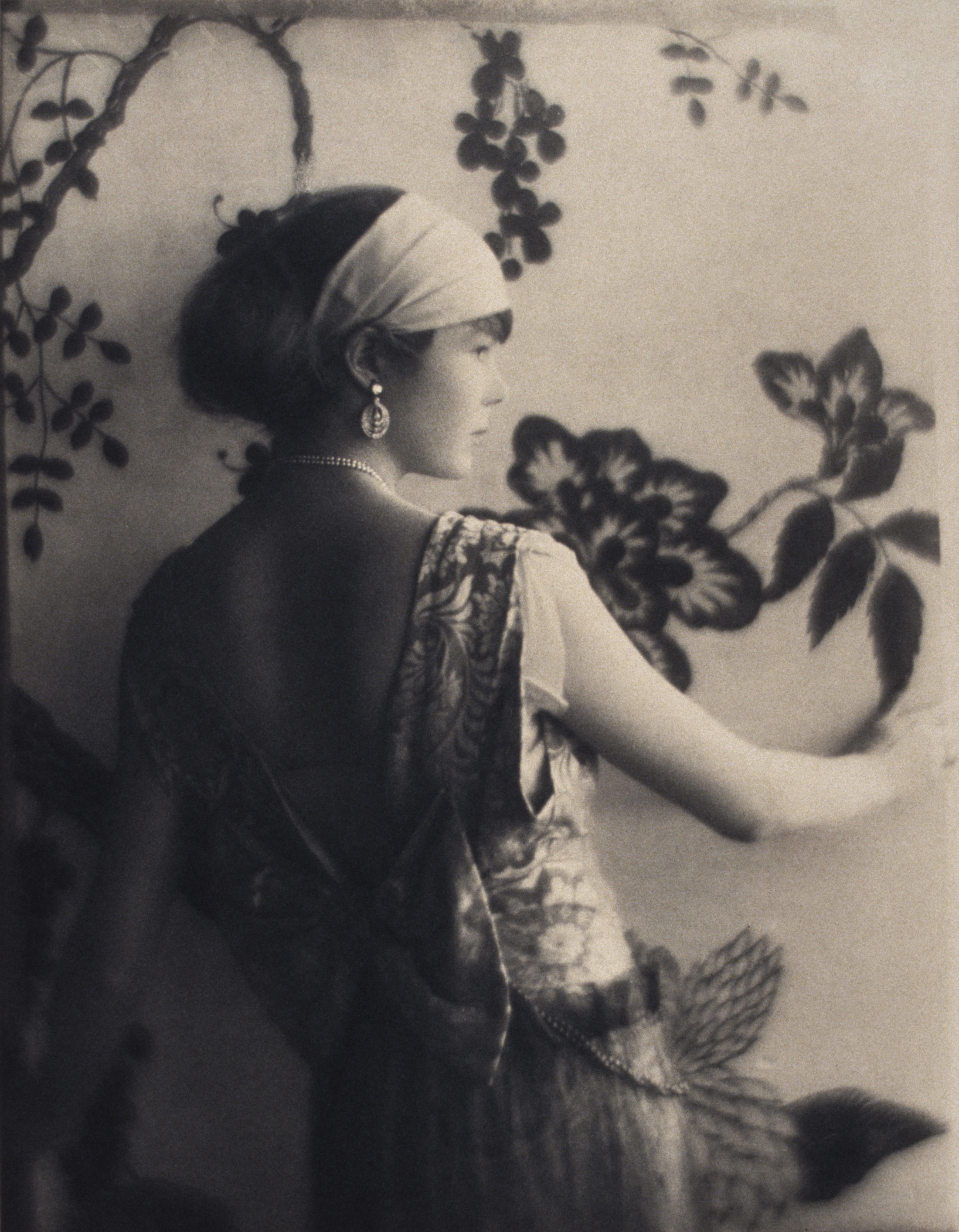
Adolph de Meyer: Portrét ženy, Frances Benjamin Johnston Collection, Library of Congress, 1920-1930

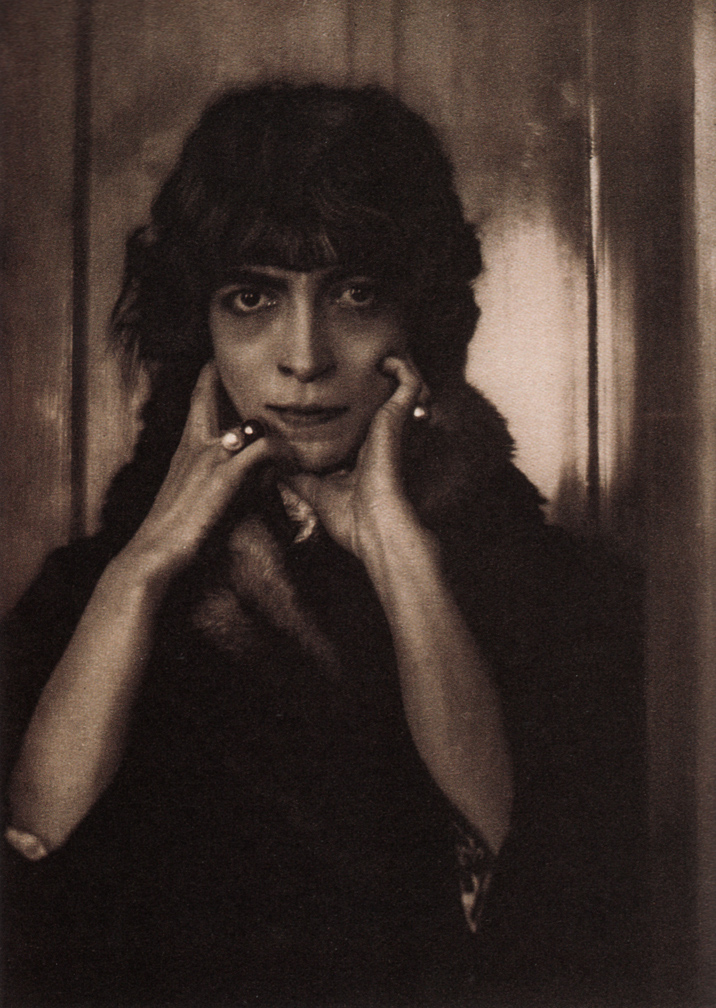
Adolph de Meyer: Luisa Casati, otištěno v Camera Work č. 40, 1912

Adolph de Meyer (3. září 1868 – 6. ledna 1946 ) byl německý portrétní fotograf působící na počátku 20. století. Byl známý fotografiemi mnoha významných postav své doby. Byl členem spolku Fotosecese, kruhu vysoce kreativních a vlivných fotografů, jejichž úsilí pomohlo vynést fotografii na úroveň umělecké formy. Mezi portrétované patří například Mary Pickford, Rita Lydig, Luisa Casati, Billie Burke, Irene Castle, John Barrymore, Lillian Gish, Ruth St. Denis, král Jiří V. nebo Marie z Tecku. Byl jedním z prvních oficiálních módních fotografů pro americký magazín Vogue od roku 1913.

## Základní informace
Údajně se narodil v Paříži a studoval v Drážďanech, Adolphus Meyer byl synem německého židovského otce a skotské matky – Adolphus Louis Meyer a jeho manželky, Adele Watson.
V roce 1893 vstoupil do Královské fotografické společnosti a roku 1895 se odstěhoval do Londýna.
Používal různá příjmení - Meyer, von Meyer, de Meyer, de Meyer-Watson nebo Meyer-Watson v různých obdobích svého života.
Od roku 1897 byl známý jako Baron Adolph Edward Sigismond de Meyer, některé prameny uvádějí jeho jméno jako Baron Adolph von Meyer a Baron Adolph de Meyer-Watson.
Ve vydáních časopisu Whitaker's Peerage z roku 1898 až do roku 1913 se uvádí, že titul de Meyer mu byl udělen v roce 1897 Fridrichem Augustem III. Saským, i když z jiného zdroje vyplývá, že "titul fotograf zdědil od svého dědečka po roce 1890". Some sources state that no evidence of this nobiliary creation, however, has been found.

## Manželství
Dne 25. července 1899 v Kostele svaté trojice na Sloane Street, nám. Cadogan v Londýně si de Meyer vzal baronku Olgu Caracciolo, italskou šlechtičnu (která před ním byla provdána za Marina Brancaccia), kmotřenka Eduarda VII. Pár se údajně setkal v roce 1897, v domě člena bankéřské rodiny Sassoonů, a Olga měly být předmětem mnoha Meyerových portrétních fotografií.

## Kariéra
Od roku 1898 do roku 1913 de Meyer žil v módní londýnské čtvrti Cadogan Gardens a mezi roky 1903 a 1907 byly jeho práce publikované v Stieglitzově čtvrtletníku Camera Work. V roce 1912 fotografoval Vaslava Nijinského v Paříži.
Po vypuknutí první světové války se v roce 1916 na radu astrologa manželé Meyerovi, pod novými jmény Mahrah a Gayne, odstěhovali do New Yorku. Tam se Meyer stal fotografem pro časopis Vogue v době 1913-1921 a pro Vanity Fair. V roce 1922 de Meyer přijal nabídku stát se hlavním fotografem pro Harper's Bazaar v Paříži, kde strávil dalších 16 let.
Těsně před začátkem druhé světové války v roce 1938 se de Meyer vrátil do USA.
Zemřel v Los Angeles v roce 1949, přičemž byl úředně zaznamenán jako Gayne Adolphus Demeyer, spisovatel (ve výslužbě). Do dnešní doby se dochovalo velmi málo jeho fotografií, většina z nich byla zničena během druhé světové války.

## Galerie

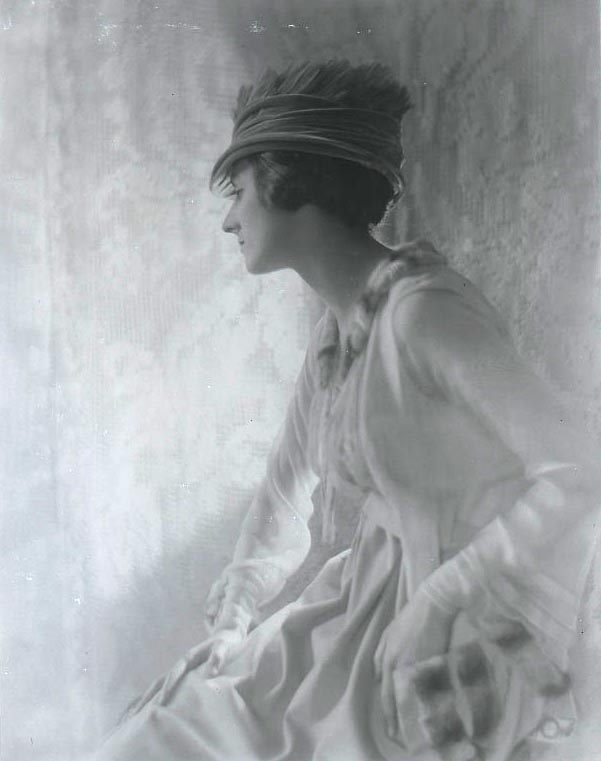
Vogue Illustrations
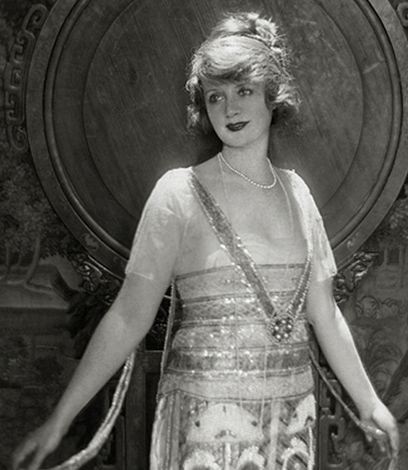
Billie Burke, Vanity Fair, 1920
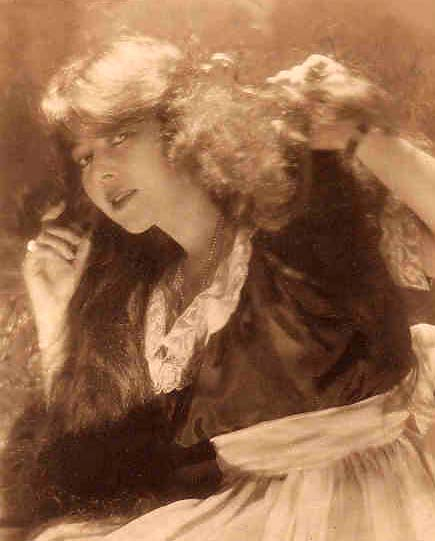
Ann Pennington, začátek 20. století
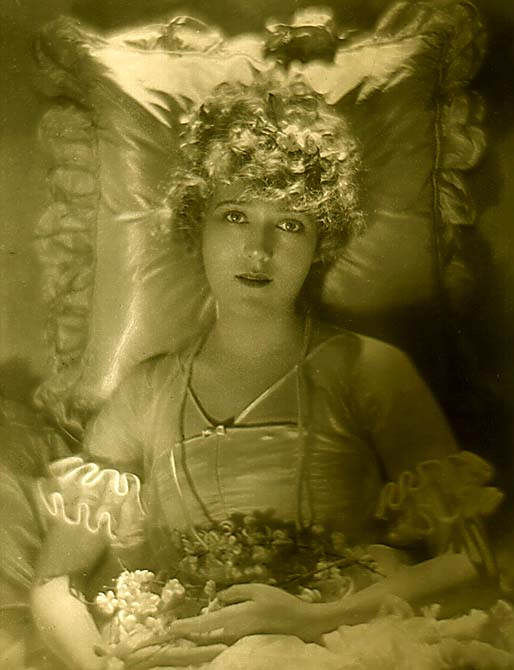
Mary Pickford
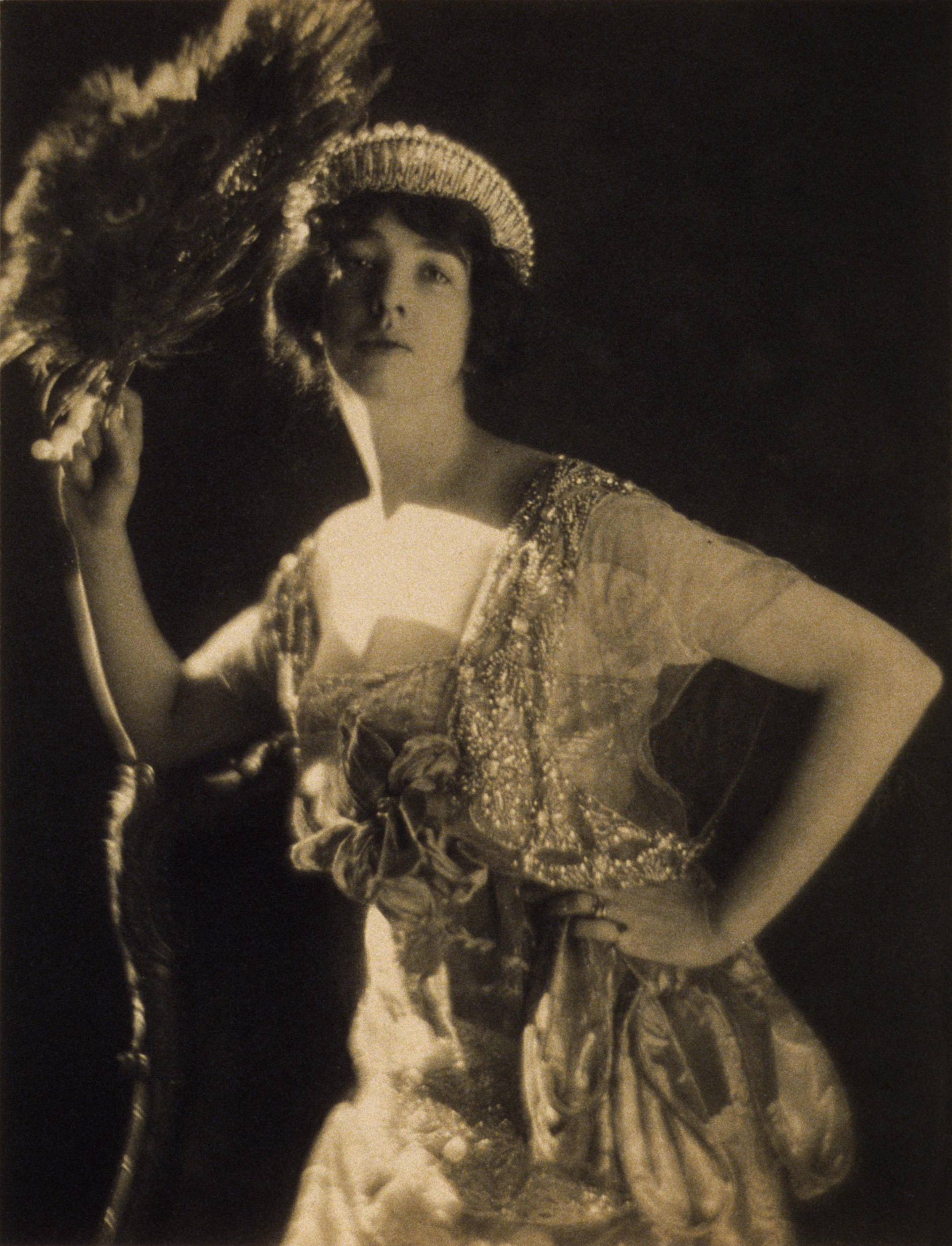
Gertrude Vanderbilt Whitney, Vogue, 1917
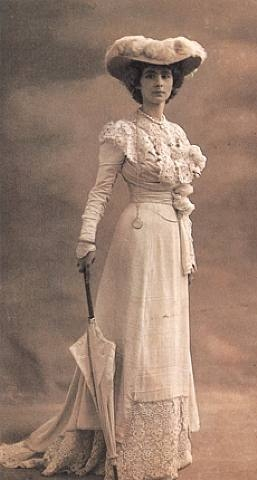
Olga de Meyer s parapletem, 1905
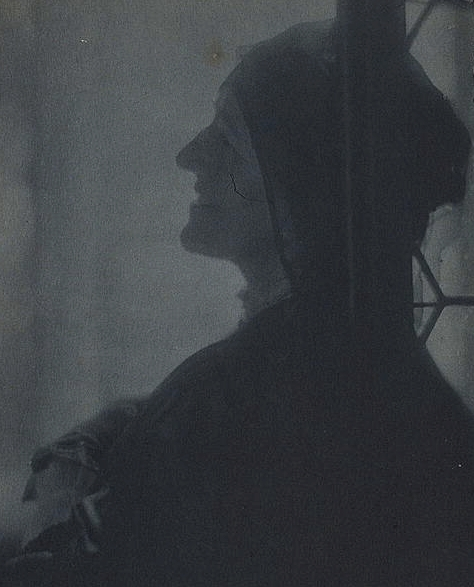
Gertrude Käsebier, Camera Work, 1905
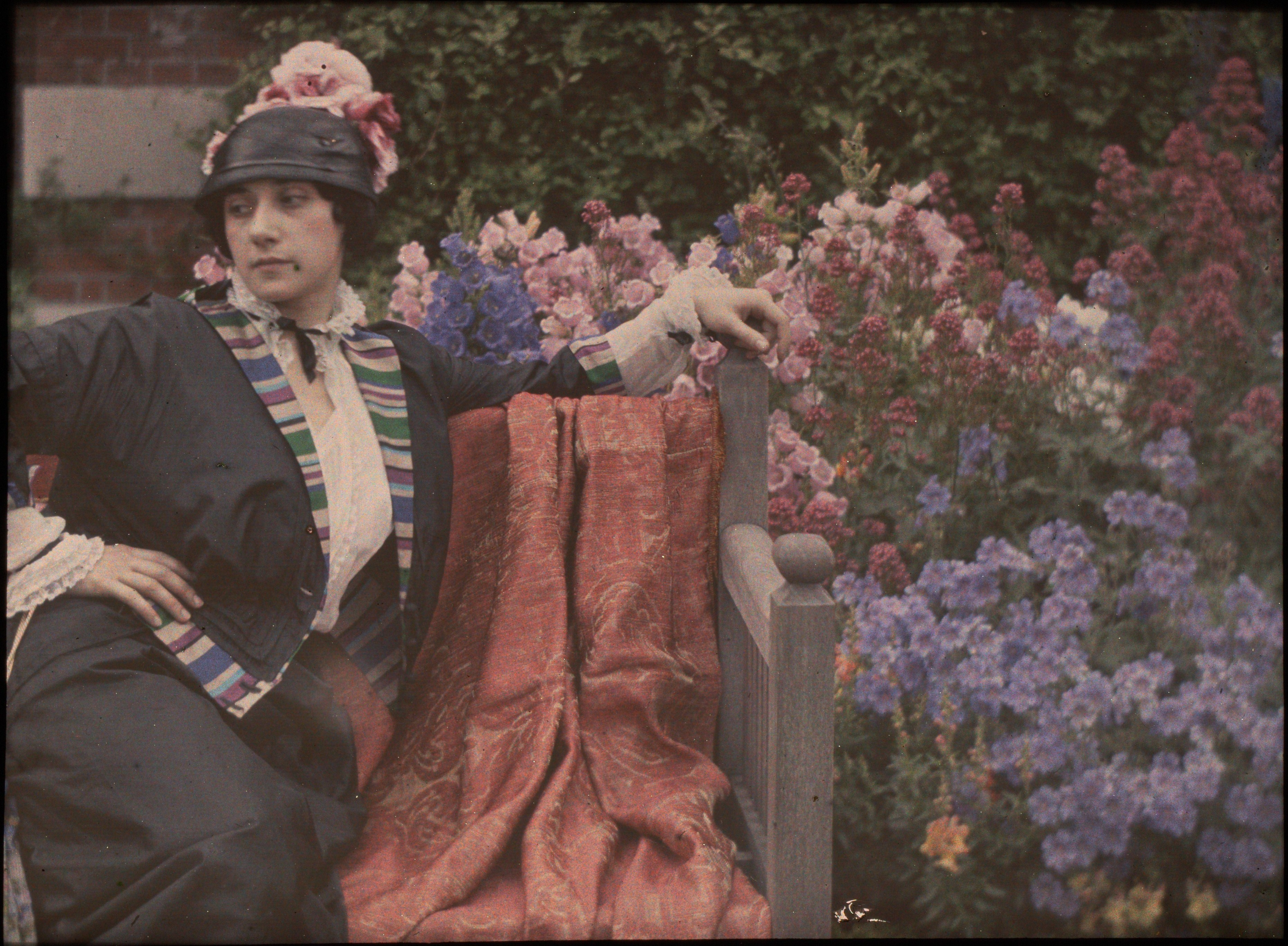
Olga Karasavina, 1911 - 1914